# Sickte
Sickte là một đô thị ở huyện Wolfenbüttel, trong bang Niedersachsen, nước Đức. Đô thị Sickte có diện tích 25,28 km². Sickte nằm ở phía tây dãy núi Elm, cự ly khoảng 10 km về phía đông bắc của Wolfenbüttel, và 10 km về phía đông nam của Braunschweig.
Sickte là thủ phủ của Samtgemeinde ("đô thị tập thể") Sickte.